# Bataille de Consarbrück
Guerre de Hollande
Batailles
- Groenlo (06-1672)
- Solebay (06-1672)
- Coevorden (06-1672)
- Nimègue(07-1672)
- Groningue (07-1672)
- Saint-Lothain (02-1673)
- Schooneveld (1re) (06-1673)
- Maastricht (06-1673)
- Schooneveld (2de) (06-1673)
- Texel (08-1673)
- Bonn (11-1673)
- Arcey (01-1674)
- Pesmes (02-1674)
- Gray (02-1674)
- Scey-sur-Saône (03-1674)
- Chariez (03-1674)
- Vesoul (03-1674)
- Arbois (03-1674)
- Orgelet (03-1674)
- Besançon (04-1674)
- Dole (05-1674)
- Sinsheim (06-1674)
- Salins (06-1674)
- Belle-Île (06-1674)
- Lure (07-1674)
- Faucogney (07-1674)
- Sainte-Anne (07-1674)
- Fort-Royal (07-1674)
- Seneffe (08-1674)
- Entzheim (10-1674)
- Mulhouse (12-1674)
- Turckheim (01-1675)
- Stromboli (02-1675)
- Fehrbellin (06-1675)
- Salzbach
- Consarbrück
- Alicudi
- Agosta
- Palerme
- Maastricht
- Philippsburg
- Valenciennes
- Cambrai
- Saint-Omer
- Tobago
- La Peene (Cassel)
- Ypres
- Rheinfelden (07-1678)
- Saint-Denis

La bataille de Consarbrück (Konzer Brücke ou pont de Konz) s'est déroulée le 11 août 1675 dans le cadre de la guerre de Hollande et se termina sur une victoire impériale.

## Prélude
Au début de 1675, Montecuccoli et Turenne manœuvrent entre Philippsburg et Strasbourg pour tenter de prendre l'avantage. En juillet, Turenne est sur le point d’y parvenir, lorsqu'il est tué le 27 par un boulet de canon à la bataille de Salzbach.
Déstabilisés par la perte de leur chef, les Français perdent l'avantage. Montecuccoli les accompagnent dans leur retraite et les repousse au-delà du Rhin, jusqu'au pied des Vosges.
Pendant ce temps, les forces impériales de Charles de Lorraine font le siège de Trèves que Turenne avait conquise à l’automne 1673.

## La bataille

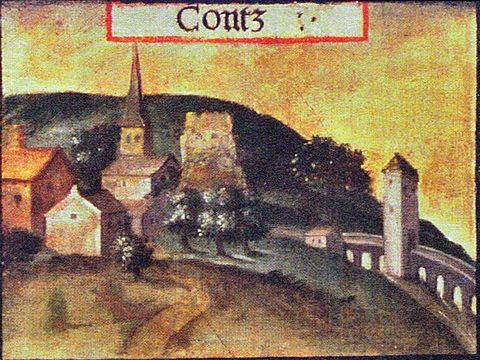
Konz en 1589

Créquy avec 15 000 hommes et 11 canons vont secourir la ville. Charles de Lorraine et Georges-Guillaume de Brunswick-Lunebourg partent à leur rencontre et les surprennent à une dizaine de kilomètres de Trèves près de Konz, où les Français doivent franchir la Sarre près de son confluent avec la Moselle.
Les Français se sentaient en sécurité derrière la Sarre, mais les impériaux s'emparent du pont de Konz et franchissent également la Sarre sur une passerelle et sur un gué connu de Charles de Lorraine. La bataille dure trois heures, jusqu'à ce que le général major, le marquis de Carette de Grana engage son flanc droit. Les Français battent en retraite, abandonnant canons et chariots. Les impériaux les poursuivent sur plus de 50 kilomètres.
Durant cette bataille, le régiment des Gardes françaises occupait la droite de l'armée et font d'abord plier les corps qui leur étaient opposés. Ils s'emparent même de leurs canons, les tournent contre eux et les enfoncent complètement. Les chances n'étaient pas aussi heureuses à l'aile gauche. Un bataillon des Gardes y courut, chargea l'ennemi sans considérer le nombre et culbuta le régiment impérial de Harrant. Mais sa valeur fut inutile, la bataille était perdue. Ce bataillon parvint d'abord à rejoindre le second qui était resté à la droite; mais bientôt enveloppés tous deux, ils se jetèrent dans un marais, s'y défendirent longtemps avec acharnement et furent enfin obligés de céder à la multitude toujours croissante de leurs agresseurs. Ce qui put s'échapper se jeta dans Trèves.

## Conséquences
François de Créquy parvient à Trèves, où il se laisse encercler. La ville se rend le 6 septembre.

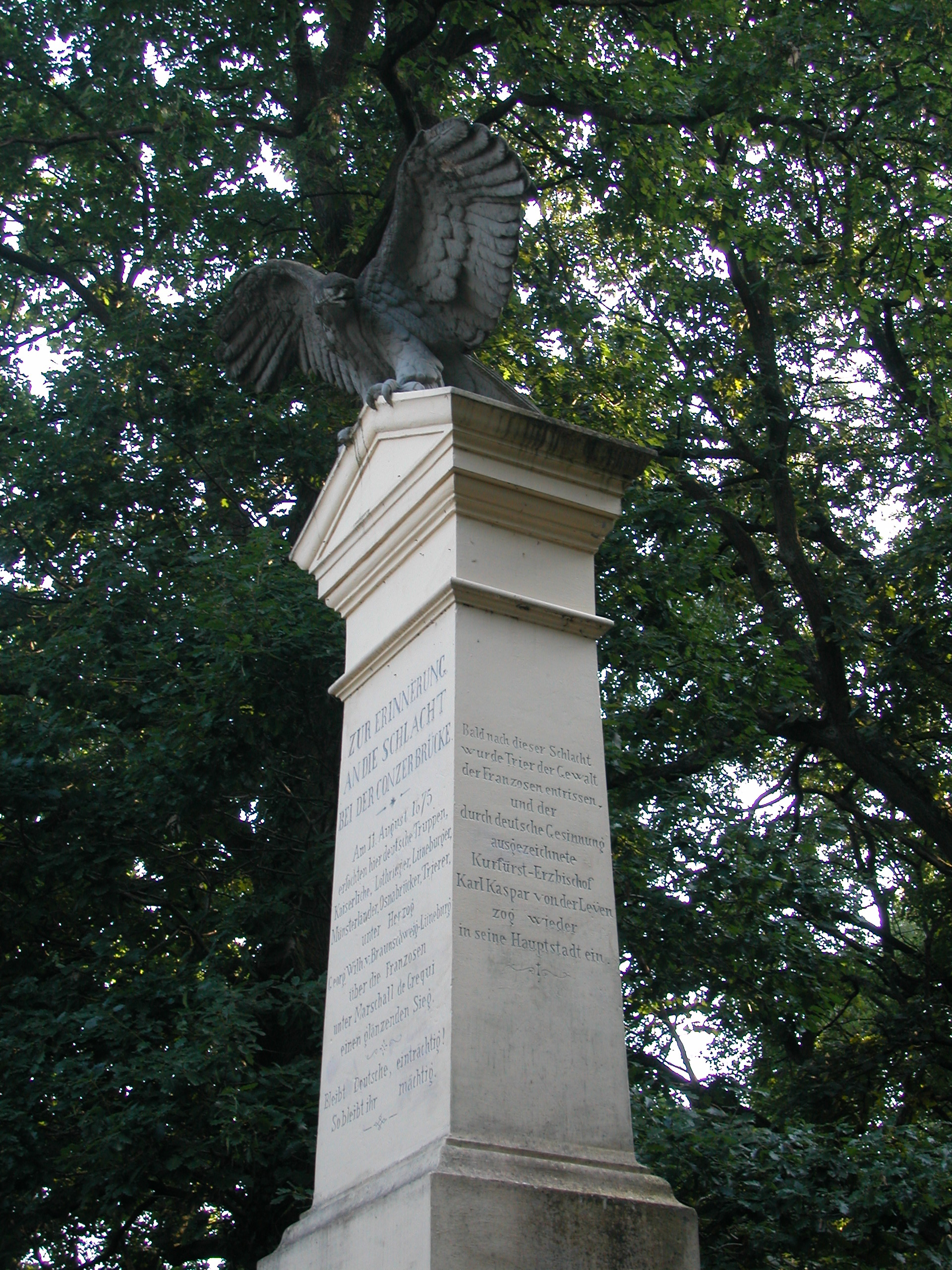
Mémorial de la bataille de Consarbrück.

En 1892, Guillaume II, empereur allemand, fait ériger un mémorial sur le champ de bataille, non seulement pour glorifier le marquis de Grana, mais aussi pour glorifier l'unification de l'Allemagne.

## Sources
- (en) Cet article est partiellement ou en totalité issu de l’article de Wikipédia en anglais intitulé « Battle of Konzer Brücke » (voir la liste des auteurs) dans sa version du 2 décembre 2007.